# 遠山寺
遠山寺（えんざんじ）は、埼玉県比企郡嵐山町にある曹洞宗の寺院。

## 歴史
1505年（永正2年）、遠山光景の開基である。光景は後北条氏の家臣である。武蔵遠山氏は当地を所領としており、漱恕全芳を開山として招聘し、寺を創建した。
後北条氏の滅亡と同時に武蔵遠山氏も没落したが、1649年（慶安2年）、江戸幕府より寺領10石が与えられた。

## 交通アクセス
- 路線バス田黒停留所より徒歩37分。